# Phrynobatrachus asper
Phrynobatrachus asper là một loài ếch trong họ Petropedetidae. Chúng là loài đặc hữu của Cộng hòa Dân chủ Congo.
Các môi trường sống tự nhiên của chúng là các khu rừng vùng núi ẩm nhiệt đới hoặc cận nhiệt đới và đầm nước.